# Apolinary Kurowski
Apolinary Kurowski herbu Nałęcz III (ur. 17 marca 1818 w Bolewicach, zm. 11 maja 1878 w Baden) – pułkownik powstania styczniowego.

## Życiorys
Urodził się w Wielkopolsce. Przed 1863 był właścicielem wsi Tyniec. W 1846 przystał do spisku organizującego wybuch powstania. Aresztowany przez Prusaków w 1846 załamał się w śledztwie. Został skazany przez sąd w Berlinie na karę śmierć poprzez ścięcie głowy. Po rewolucji z 1848 został zwolniony. Brał następnie udział w powstaniu wielkopolskim. Ludwik Mierosławski przeznaczył mu zadanie uderzenia na Kalisz dla sprowokowania wojny z Rosją.
Uszedł z Prus do Kongresówki. Od 1862 przygotowywał wystąpienie zbrojne. Po wybuchu powstania styczniowego 1863, mianowany naczelnikiem wojennym województwa krakowskiego. Przeprowadził koncentrację oddziałów powstańczych w okolicach Ojcowa, gdzie zgromadził 2500 ludzi. Dokonał licznych wypadów na pograniczne rosyjskie komory celne i garnizony, zdobywając m.in. 80 000 rubli. Posądzany o nieudolne dowodzenie w czasie bitwy pod Miechowem (17 lutego 1863) i walk o utrzymanie trójkąta granicznego między zaborami, został usunięty ze stanowiska wojewody. Uszedł do Galicji. Dopiero w lutym 1864 pojawił się w Kongresówce, jako dowódca dywizji krakowskiej w II korpusie Józefa Hauke-Bosaka, a następnie szef sztabu w tym korpusie. 21 lutego 1864 bezskutecznie szturmował Opatów. Wyemigrował do Szwajcarii.
W Muzeum Wojska Polskiego w Warszawie znajduje się jego sztucer.